# Тимелія рудокрила
Тиме́лія рудокрила (Illadopsis rufescens) — вид горобцеподібних птахів родини Pellorneidae. Мешкає в Західній Африці.

## Поширення і екологія
Рудокрилі тимелії мешкають в Гвінеї, Сьєрра-Леоне, Ліберії, Кот-д'Івуарі і Гані. Вони живуть у вологих рівнинних тропічних лісах. Зустрічаються на висоті від 535 до 1400 м над рівнем моря.

## Збереження
МСОП класифікує стан збереження цього виду як близький до загрозливого. За оцінками дослідників, популяція рудокрилих тимелій становить від 100 до 500 тисяч птахів. Їм загрожує знищення природного середовища.